# Kanton Ivry-sur-Seine-Ouest
Kanton Ivry-sur-Seine-Ouest is een voormalig kanton van het Franse departement Val-de-Marne. Kanton Ivry-sur-Seine-Ouest maakte deel uit van het arrondissement Créteil en telde 26.246 inwoners (1999).
Het werd opgeheven bij decreet van 17 februari 2014 met uitwerking in maart 2015.

## Gemeenten
Het kanton Ivry-sur-Seine-Ouest omvatte enkel het westelijk deel van de gemeente Ivry-sur-Seine.